# Osmose inverse
Pour les articles homonymes, voir Osmose (homonymie).
 (avril 2022).
Si vous disposez d'ouvrages ou d'articles de référence ou si vous connaissez des sites web de qualité traitant du thème abordé ici, merci de compléter l'article en donnant les références utiles à sa vérifiabilité et en les liant à la section « Notes et références ».

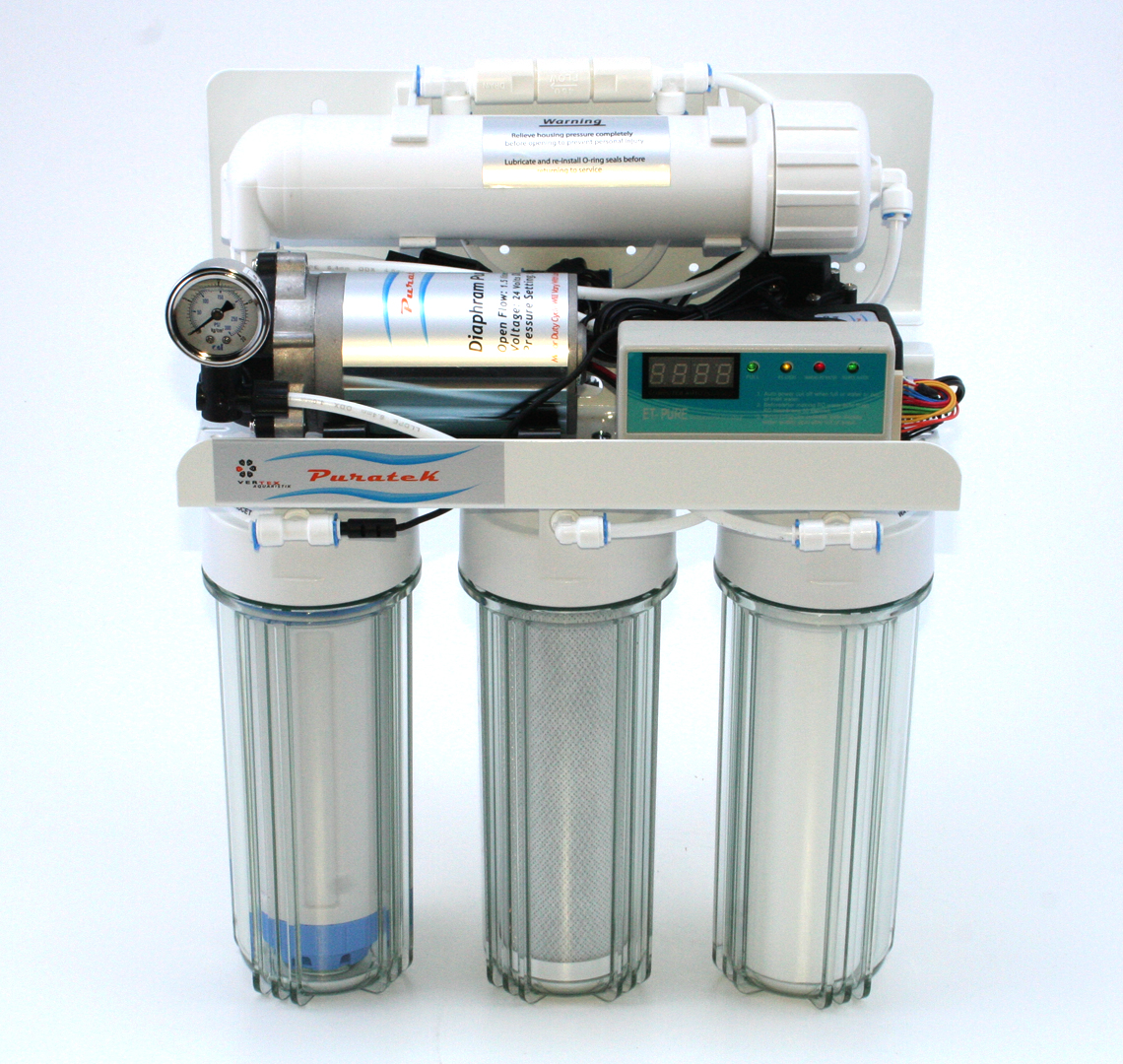
Système de filtre à osmose inverse.

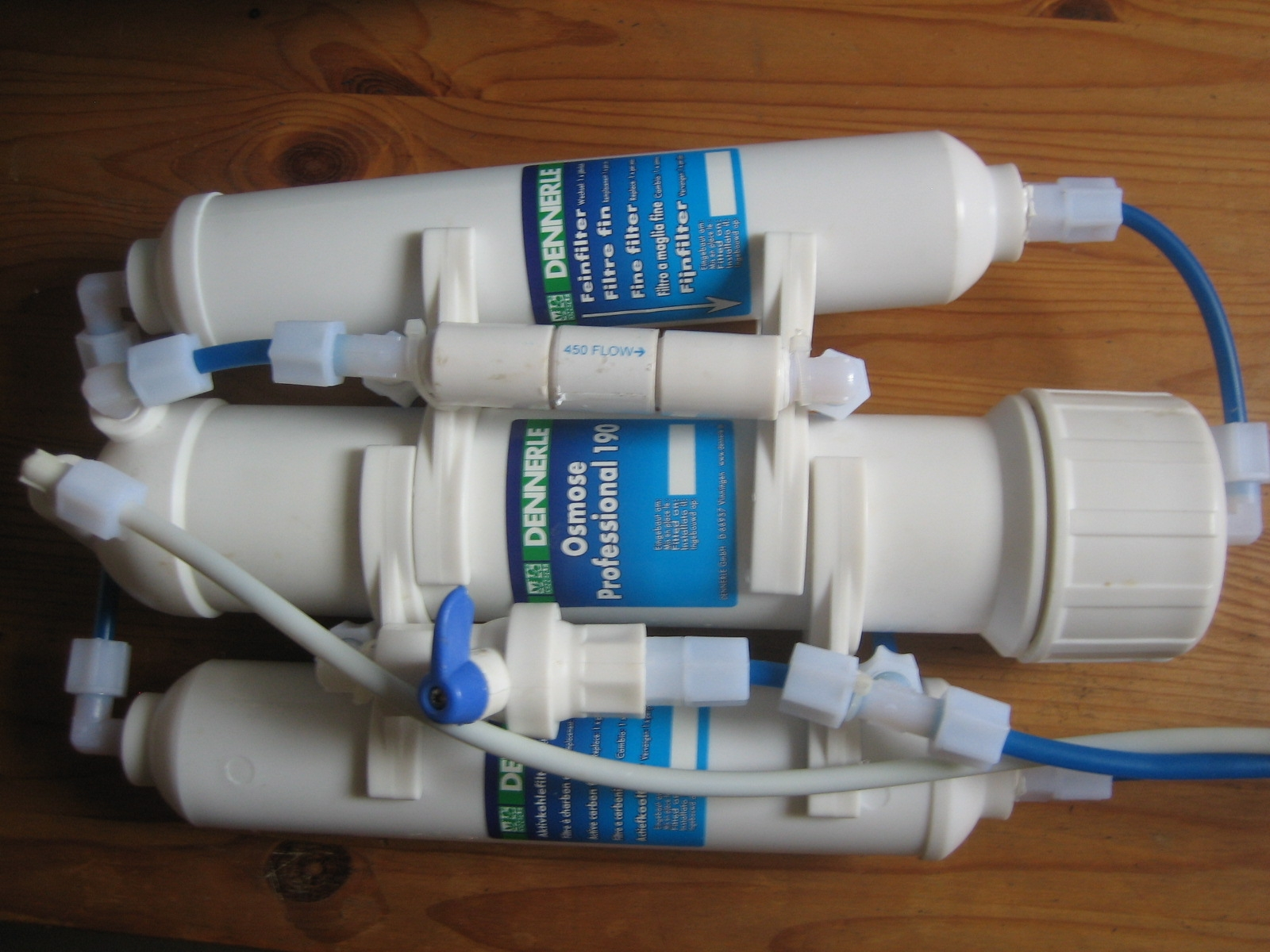
Système de filtre à osmose inverse.

L’osmose inverse est un procédé de purification de l'eau contenant des matières en solution par un système de filtrage très fin qui ne laisse passer que les molécules d'eau.

## Principe
L'eau comporte des solutés, particulièrement des sels. Si deux solutions de concentrations différentes sont placées de chaque côté d'une membrane filtre, l'eau franchira la membrane par osmose jusqu'à ce que les concentrations s'équilibrent ou que la différence de pression dépasse la pression osmotique (le déplacement d'eau fait diminuer la concentration dans le compartiment où l'eau afflue et la fait augmenter dans le compartiment d'où elle vient).
Inversement, en exerçant dans un des compartiments une pression hydrostatique qui dépasse la pression osmotique, on force l'eau à quitter le compartiment sous pression en dépit de l'augmentation de concentration en soluté qui s'y produit, et de la dilution qui se fait dans l'autre compartiment.

## Utilisation

### Désalinisation

Schéma d'un système à osmose inverse utilisé pour la désalinisation, employant un échangeur de pression.
1: entrée de l'eau de mer,
2: sortie de l'eau filtrée (40 %),
3: flux concentré (60 %),
4: flux d'eau de mer (60 %),
5: concentré,
A: flux de la pompe à haute pression (40 %),
B: pompe de circulation,
C: unité d'osmose avec membrane
D: échangeur de pression.

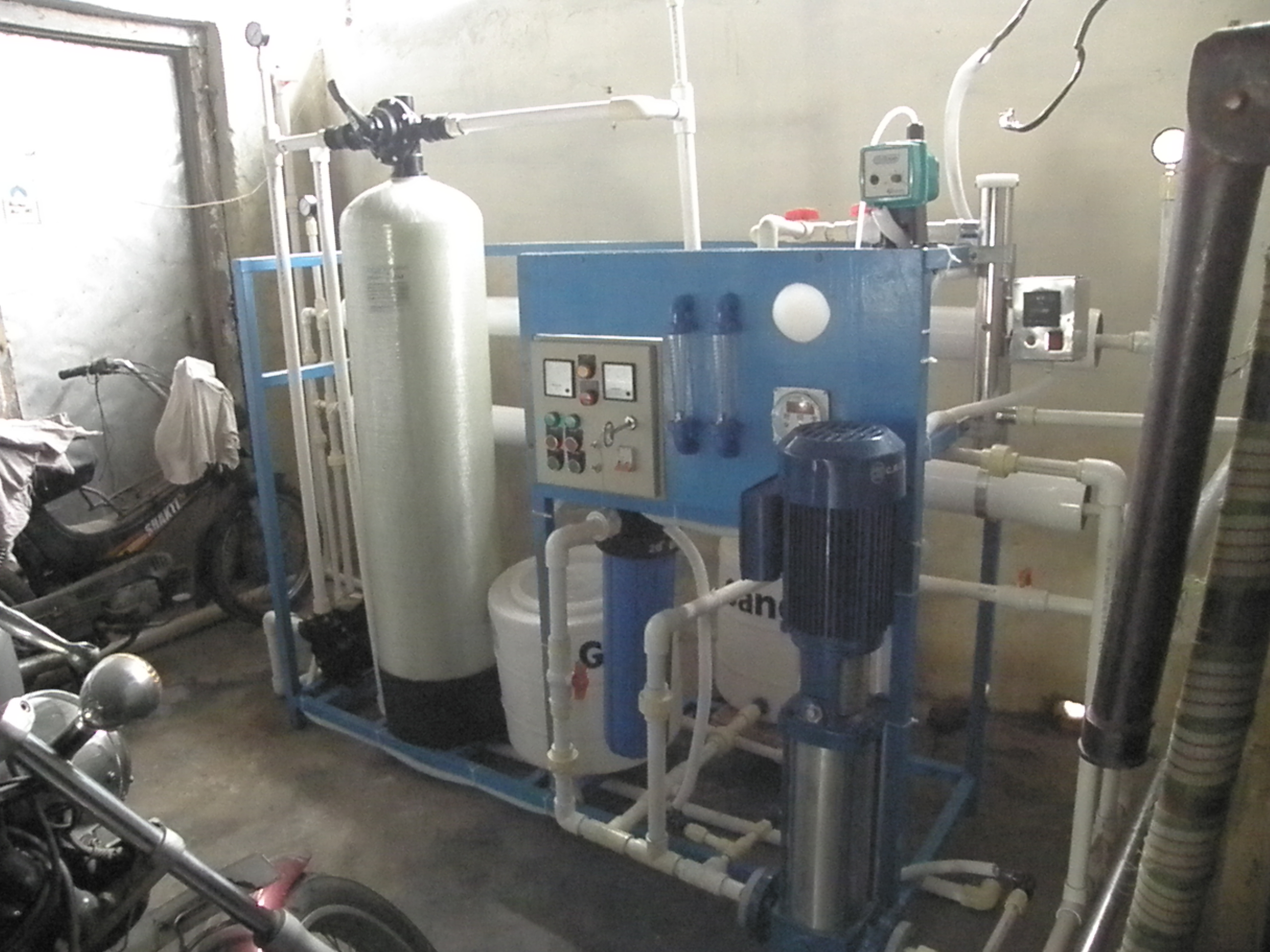
Installation industrielle d'osmose inverse d'une capacité de 1000 litres.

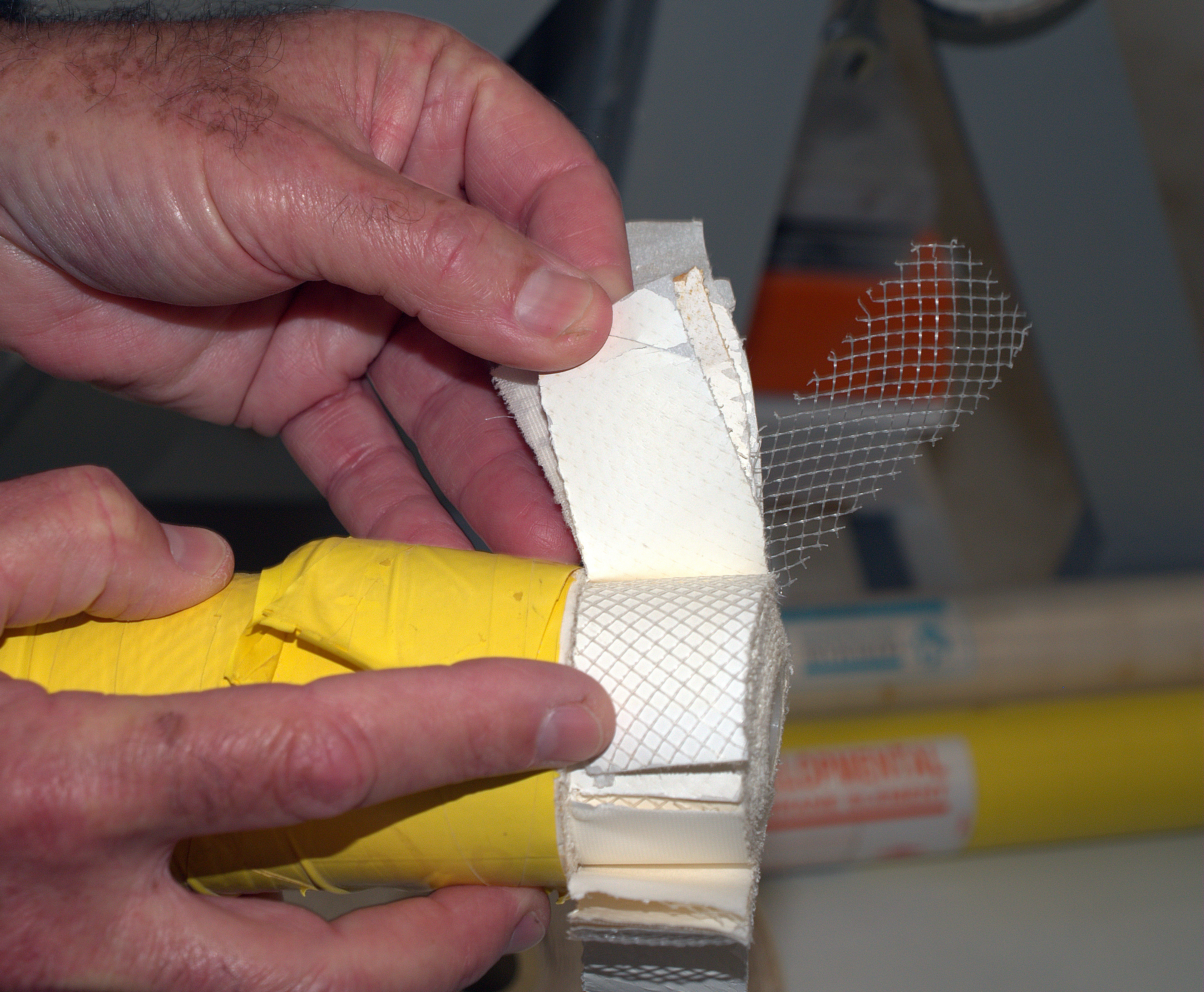
Couches d'une membrane.

L'osmose inverse est un procédé industriel efficace de désalinisation. Avec une pression de 50 à 80 bars — la pression osmotique de l'eau de mer étant d'environ 30 bars —, environ 50 % de l'eau d'une eau de mer peut être extraite[réf. souhaitée], le sel se retrouve concentré dans les 50 % restants.

### Filtration pour ménages
L'osmose inverse est également facilement accessible au particulier. Le but en est la diminution de la dureté de l'eau, qui en rend l'utilisation plus agréable et protège les équipements en aval, ainsi que l'amélioration du goût, par l'élimination des composés chlorés, et la suppression de polluants (nitrates, résidus de pesticides, PFAS, etc.).
Les osmoseurs sont alors composés de cartouches. Les modèles les plus répandus utilisent trois cartouches. La première cartouche est un filtre à sédiments d'une porosité de 5 à 10 µm. Cette cartouche est destinée à retenir toutes les impuretés solides présentes dans l'eau. La deuxième cartouche est un filtre à charbon actif qui permet de neutraliser le chlore afin de protéger la membrane. Enfin la troisième cartouche démontable reçoit la membrane d'osmose inverse. Cette cartouche comporte une sortie d'eau osmosée et une sortie des concentrats. Cette dernière sortie passe au travers d'un restricteur de débit qui participe aux jeux de pression. Il est essentiel au procédé d'osmose inverse et influe sur le rendement. Un système manuel ou automatique de désactivation du restricteur est parfois ajouté pour permettre à la membrane d'être rincée.
La cartouche de pré-filtration et la cartouche au charbon actif doivent être remplacées régulièrement, lorsque leur pouvoir de filtration est atteint. Le non-remplacement de ces cartouches conduit à une dégradation du rendement de production et une usure prématurée de la membrane.
Certains modèles plus économiques d'osmoseurs n'ont qu'une seule cartouche de pré-filtration assurant à la fois la pré-filtration mécanique et la filtration sur charbon. Ces petits osmoseurs ont un débit théorique journalier très faible : 50, 75 ou 100 GPD (gallon per day, « gallon par jour ») soit 190, 290 ou 380 litres par jour. Le débit réel est généralement plus faible et dépendra de la pression, de la dureté, et de la température de l'eau. Lorsque la pression d'eau du réseau n'est pas suffisante, il est possible d'insérer une pompe de gavage destinée à augmenter la pression d'eau sur la membrane afin d'améliorer le rendement qui peut varier entre 10 % (10 L d'eau consommés pour 1 L d'eau osmosée produite) et 50 % (2 L d'eau consommés pour 1 L d'eau osmosée produite).
Remarque : ces systèmes représentent un danger de pollution microbiologique de l'eau consommée, en particulier par des relargages ponctuels, surtout si la maintenance n'en est pas correctement effectuée[réf. souhaitée].

### Aquariophilie
L'osmose inverse est très souvent utilisée en aquariophilie lors des changements d'eau partiels ou en complément :
- en utilisation mélangée avec l'eau du robinet afin de faire baisser la dureté. (L'eau du robinet est souvent trop dure pour une grande majorité de poissons qui vivent dans des eaux très peu minéralisées et acides) ;
- en utilisation pure avec adjonctions de sels minéraux afin de recréer une eau parfaite pour le biotope souhaité, ou lorsque l'eau du robinet est trop polluée pour être utilisée même mélangée ;
- en utilisation pure pour compenser l'évaporation (osmolateur) des aquariums afin de ne pas modifier les paramètres de l'eau du bac (technique surtout utilisée pour l'aquariophilie marine ou récifale).

### Utilisations industrielles
L'osmose inverse est également utilisée en horticulture pour l'arrosage des plantes calcifuges.
L'osmose inverse est utilisée pour produire de l'eau déminéralisée pour l'appoint d'eau de batteries d'accumulateurs électriques (traction ou marine).
Elle est aussi utilisée dans l'industrie pharmaceutique, ou des semi-conducteurs, où une eau pure est indispensable à la fabrication du produit.
Dans l'industrie agroalimentaire, elle est utilisée pour :
- concentrer le sucre de la sève de canne, du jus de betterave ou de l'eau d'érable ; on limite ainsi la consommation d'énergie pour évaporer l'eau dans la production du sirop ou de cristaux de sucre ;
- concentrer le lait et les produits laitiers afin de réduire les coûts de transport ;
- extraire les protéines du lactosérum ;
- purifier l'eau utilisée lors de la réduction du whisky (abaissement du taux d'alcool) avant embouteillage.

#### Œnologie
L'osmose inverse est utilisée aussi pour réduire la quantité d'eau dans le moût après vendange. La concentration du moût a pour but d'augmenter le degré alcoolique final des vins ; cette technique se répand en œnologie comme alternative à la chaptalisation. Elle peut être utile lorsque la maturité n'est pas atteinte, ou que des pluies ont dilué la concentration des raisins. Cette technique permet de travailler sur une phase liquide, à température normale, et n'engendrerait pas de pertes aromatique, colorante ou de volume.

## Inconvénients
Les inconvénients de l'osmose inverse sont :

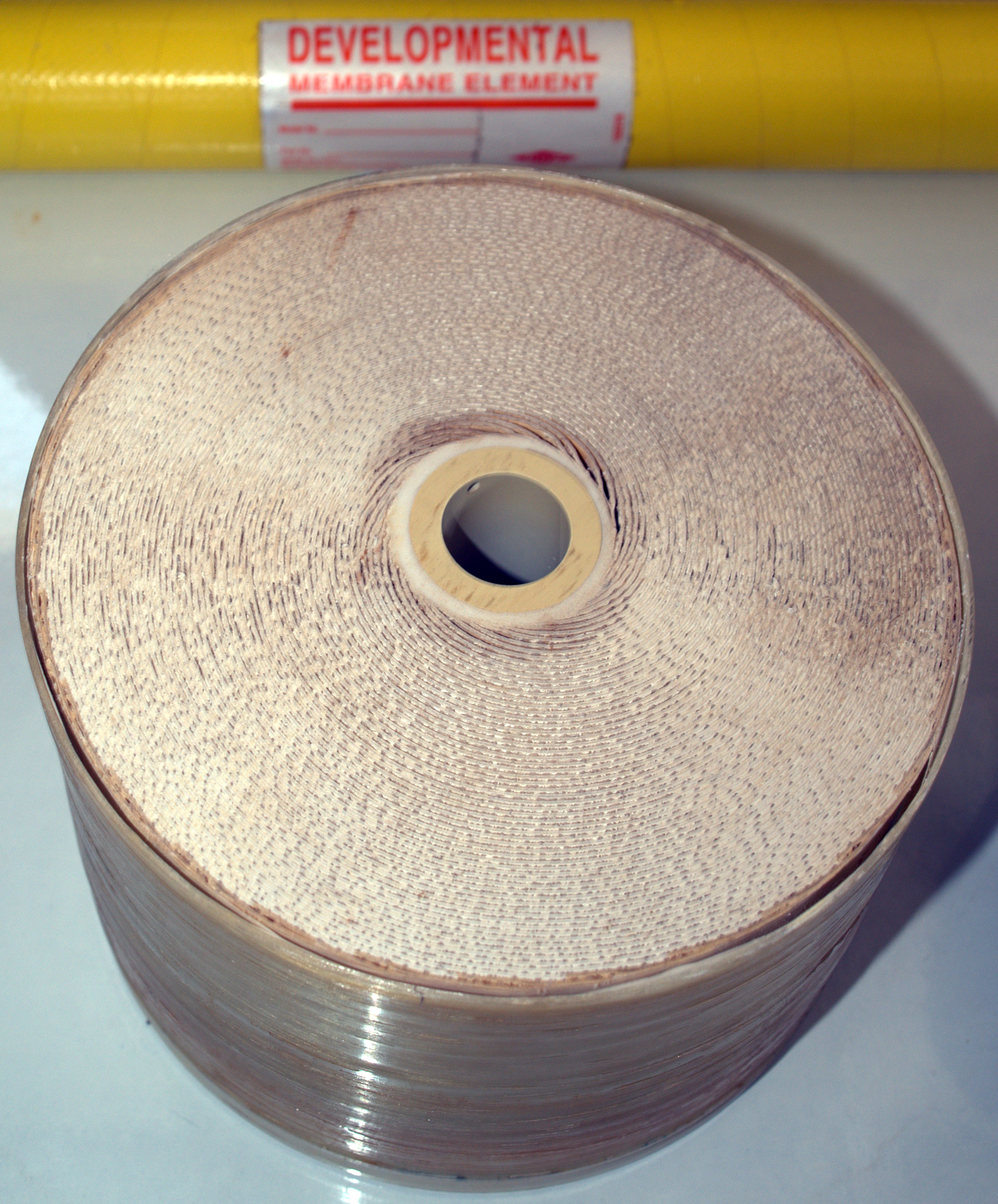
Membrane hémiperméable utilisée dans la désalinisation.

- le coût des membranes qui se dégradent (notamment à cause des phénomènes de colmatage), lors du dimensionnement d'une installation d'osmose inverse, on tient compte en moyenne d'une durée de vie des membranes de l'ordre de trois ans. Le coût des membranes tend à diminuer ;
- l'énergie consommée par la pompe de gavage ;
- les pertes en eau. En effet, le concentrat qui contient tous les sels qui n'ont pas traversé la ou les membranes, représente environ 25 % du débit entrant, pour des installations industrielles. Cette eau contient alors trop de sel pour l'agriculture et est donc inutilisable ;
- pour les ménages, le taux d'eau rejetée oscille entre 3 L d'eau pour 1 L d'eau pure et cela peut monter à 15 L pour 1 L d'eau selon la pression osmotique[3]. Certains appareils à remplissage manuel - sans connexion au réseau d'eau - et pompe booster rejettent toutefois nettement moins d'eau ;
- les osmoseurs ne peuvent être installés en usage domestique que sur un point d'eau unique et non sur l'arrivée d'eau principale[4].